# أليكس فيدال
أليكس فيدال بارو (باللغة الإسبانية: Aleix Vidal Parreu) (ولد في 21 أغسطس 1989) لاعب كرة قدم إسباني، يلعب حاليًا لصالح نادي إسبانيول في الدوري الإسباني، وكان يلعب لصالح نادي إشبيلية الإسباني في موقع الجناح و الظهير الأيمن، أمضى بداية مسيرته في الدرجة الثانية مع ألميريا حتى وصل للدرجة الأولى، حصل على بطولة الدوري الأوروبي موسم 2014-15 مع إشبيلية، ووقع مع برشلونة مقابل 18 مليون يورو.، ثم عاد من جديد إلى صفوف إشبيلية في صيف 2018.

## مسيرته
بدأ أليكس مسيرته كماهجم ووقع عقدا مع إسبانيول بعد مشاركة مع فريق الشباب لنادي Reus Deportiu ، ولعب مع نادي باناثنايكوس على سبيل الإعارة، لعب مع عدة فرق في دوري الدرجة الثانية الإسباني قبل انتقاله لمايوركا بي ثم إلى ألميريا بي ، وفي 2011 صعد إلى الفريق الأول لنادي ألميريا ، ثم انتقل إلى إشبيلية في 2014 و لعب أخيرًا لبرشلونة بعد انتقاله لإشبيلية بعام واحد فقط ، وفي 14 يناير 2017 أحرز أول هدف له مع برشلونة في مباراة الفريق أمام لاس بالماس في الجولة الثامنة عشر من الدوري الإسباني.

## الجوائز

### الأندية

#### إشبيلية
- الدوري الأوروبي 2014-15.

#### برشلونة
- الدوري الإسباني: 2015–16، 2017–18.
- كأس ملك إسبانيا: 2015–16، 2016–17، 2017–18.

### فردية
- تشكيلة البطولة الدوري الأوروبي 2014-15.

## روابط خارجية
- أليكس فيدال على موقع الاتحاد الأوربي (الإنجليزية)
- أليكس فيدال على موقع قاعدة بيانات كرة القدم.إي يو (الإنجليزية)
- أليكس فيدال على موقع ناشيونال فوتبول تيمز (الإنجليزية)
- أليكس فيدال على موقع Soccerway.com (الإنجليزية)
- أليكس فيدال على موقع عالم كرة القدم.نت (الإنجليزية)
- أليكس فيدال على موقع كووورة
- أليكس فيدال على موقع AS.com (الإسبانية)